# Ђеорђе Енеску (Ботошани)
Ђеорђе Енеску (рум. George Enescu) насеље је у Румунији у округу Ботошани у општини Ђеорђе Енеску. Oпштина се налази на надморској висини од 175 m.

## Становништво
Према подацима из 2002. године у насељу је живело 3686 становника, од којих су сви румунске националности.

### Хронологија
| Година       | 1992 | 1993 | 1994 | 1995 | 1996 | 1997 | 1998 | 1999 | 2000 | 2001 | 2002 | 2003 | 2004 | 2005 | 2006 | 2007 | 2008 | 2009 | 2010 | 2011 | 2012 | 2013 | 2014 | 2015 | 2016 | 2017 |
| ------------ | ---- | ---- | ---- | ---- | ---- | ---- | ---- | ---- | ---- | ---- | ---- | ---- | ---- | ---- | ---- | ---- | ---- | ---- | ---- | ---- | ---- | ---- | ---- | ---- | ---- | ---- |
| Становништво | 3824 | 3759 | 3708 | 3670 | 3618 | 3577 | 3589 | 3570 | 3622 | 3606 | 3569 | 3554 | 3564 | 3561 | 3562 | 3574 | 3565 | 3527 | 3479 | 3415 | 3400 | 3390 | 3361 | 3282 | 3252 | 3218 |